# Torre Farlingu i muralla
La Torre Farlingu i muralla és una obra de Sant Llorenç de la Muga (Alt Empordà) inclosa a l'Inventari del Patrimoni Arquitectònic de Catalunya.

## Descripció
La torre Farlingu està situada en el nucli històric del poble. És una construcció de planta circular, el parament és construït amb pedres grans, però poc treballades, ajuntats amb argamassa. A la part superior es conserven espitlleres, però més avall, en canvi, hi ha unes petites obertures de forma quadrada. Unia les muralles en l'angle sud-est. La base fou construïda amb pedres de grans dimensions, encara que no escairades, aquesta part té una amplada major, en la part superior hi ha pedruscall, conserva les espitlleres, rectangulars, molt estrets i allargades.

## Història
Com la resta de fortificació devia ser obra dels segles XIII-XIV.